# Isonandra borneensis
Isonandra borneensis är en tvåhjärtbladig växtart som beskrevs av Herman Johannes Lam. Isonandra borneensis ingår i släktet Isonandra och familjen Sapotaceae. Inga underarter finns listade i Catalogue of Life.